# Шулма (приток Суды)
Шулма — река в Вологодской области России, левый приток Суды.
Вытекает из болота Великий Мох на территории Бойловского сельского поселения Кадуйского района, течёт в основном на юго-восток, протекает Санниковское болото и впадает в Суду в 1,4 км от её устья, ниже деревни Плешаново. На берегах расположена одноимённая деревня — центр Нелазского сельского поселения Череповецкого района. Длина реки составляет 18 км, площадь водосборного бассейна — 80,5 км². Крупнейший приток — Каменник (левый).

## Название
В Кадуйском и Череповецком районах протекает и более крупная река с тем же названием, впадающая в Андогу (приток Суды). На её берегу также есть деревня Шулма.

## Данные водного реестра
По данным государственного водного реестра России относится к Верхневолжскому бассейновому округу, водохозяйственный участок реки — Суда от истока и до устья, речной подбассейн реки — Реки бассейна Рыбинского водохранилища. Речной бассейн реки — (Верхняя) Волга до Куйбышевского водохранилища (без бассейна Оки).
Код объекта в государственном водном реестре — 08010200212110000008132.